# Professional Football League (Nigeria)
La Nigerian Professional Football League è il massimo livello del campionato nigeriano di calcio. Ha carattere semiprofessionistico. 
La squadra nigeriana di maggiore successo è l'Enyimba, vincitrice di 9 titoli.

## Formula
Dal 2020 la formula del campionato prevede un girone unico a 20 squadre.
In precedenza erano previsti due gironi all'italiana (andata e ritorno) composti ciascuno da 12 squadre. Le prime tre classificate di ogni girone avanzavano ai play-off scudetto per decretare la squadra campione nazionale, mentre le ultime quattro di ogni girone retrocedevano in Nigeria National League. Tale formula era stata già in vigore fino al 2006, con 20 squadre suddivise in due gironi. Le vincitrici dei gironi disputavano la finale. Dal 2006 al 2018 la formula ha previsto, invece, un girone unico, soppresso nel 2019 per far spazio al ritorno della vecchia formula a due gironi separati.

## Squadre
Stagione 2023-2024.
| Squadra          | Città         | Stadio                        | Capienza |
| ---------------- | ------------- | ----------------------------- | -------- |
| Abia Warriors    | Umuahia       | Umuahia Township Stadium      | 5 000    |
| Akwa Utd         | Uyo           | Godswill Akpabio Stadium      | 30 000   |
| Bayelsa United   | Yenagoa       | Samson Siasia Stadium         | 5 000    |
| Bendel Insurance | Benin City    | Samuel Ogbemudia Stadium      | 12 000   |
| Doma Utd         | Gombe         | Pantami Stadium               | 12 000   |
| Enugu Rangers    | Enugu         | Nnamdi Azikiwe Stadium        | 22 000   |
| Enyimba          | Aba           | Enyimba International Stadium | 16 000   |
| Gombe Utd        | Gombe         | Pantami Stadium               | 12 000   |
| Heartland        | Owerri        | Dan Anyiam Stadium            | 10 000   |
| Kwara Utd        | Ilorin        | Kwara State Stadium           | 18 000   |
| Kano Pillars     | Kano          | Sani Abacha Stadium           | 16 000   |
| Katsina Utd      | Katsina       | Muhammadu Dikko Stadium       | 35 000   |
| Lobi Stars       | Makurdi       | Aper Aku Stadium              | 8 000    |
| Niger Tornadoes  | Minna         | TBA                           | TBA      |
| Plateau Utd      | Jos           | New Jos Stadium               | 60 000   |
| Remo Stars       | Ikenne        | Remo Stars Stadium            | 5 000    |
| Rivers Utd       | Port Harcourt | Adokiye Amiesimaka Stadium    | 40 000   |
| Shooting Stars   | Ibadan        | Adamasingba Stadium           | 10 000   |
| Sporting Lagos   | Lagos         | Onikan Stadium                | 10 000   |
| Sunshine Stars   | Akure         | Akure Township Stadium        | 5 000    |

## Albo d'oro
- 1972:  Mighty Jets (1º)
- 1973:  Bendel Insurance (1º)
- 1974:  Enugu Rangers (1º)
- 1975:  Enugu Rangers (2º)
- 1976:  Shooting Stars (1º)
- 1977: non assegnato
- 1978:  Racca Rovers (1º)
- 1979:  Bendel Insurance (2º)
- 1980:  Shooting Stars (2º)
- 1981:  Enugu Rangers (3º)
- 1982:  Enugu Rangers (4º)
- 1983:  Shooting Stars (3º)
- 1984:  Enugu Rangers (5º)
- 1985:  New Nigeria Bank (1º)
- 1986:  Leventis United (1º)
- 1987:  Iwuanyanwu (1º)
- 1988:  Iwuanyanwu (2º)
- 1989:  Iwuanyanwu (3º)
- 1990:  Iwuanyanwu (4º)
- 1991:  Julius Berger (1º)
- 1992:  Stationery Stores (1º)
- 1993:  Iwuanyanwu (5º)
- 1994:  BCC Lions (1º)
- 1995:  Shooting Stars (4º)
- 1996:  Udoji United (1º)
- 1997:  Eagle Cement (1º)
- 1998:  Shooting Stars (5º)
- 1999:  Lobi Stars (1º)
- 2000:  Julius Berger (1º)
- 2001:  Enyimba (1º)
- 2002:  Enyimba (2º)
- 2003:  Enyimba (3º)
- 2004:  Dolphins (1º)
- 2005:  Enyimba (4º)
- 2006:  Ocean Boys (1º)
- 2007:  Enyimba (5º)
- 2008:  Kano Pillars
- 2009:  Bayelsa United (1º)
- 2010:  Enyimba (6º)
- 2011:  Dolphins (2º)
- 2012:  Kano Pillars (1º)
- 2013:  Kano Pillars (2º)
- 2014:  Kano Pillars (3º)
- 2015:  Enyimba (7º)
- 2016:  Enugu Rangers (6º)
- 2017:  Plateau Utd (1º)
- 2018: stagione sospesa e cancellata dopo 24 giornate per problemi amministrativi
- 2019:  Enyimba (8°)
- 2019-2020: stagione sospesa e cancellata dopo 25 giornate per la pandemia di COVID-19
- 2020-2021:  Akwa Utd (1º)
- 2021-2022:  Rivers Utd (1º)
- 2022-2023:  Enyimba (9º)
- 2023-2024:  Enugu Rangers (8º)
- 2024-2025:  Remo Stars (1º)

## Vittorie per club
| Club              | Titoli | Anni                                                 |
| ----------------- | ------ | ---------------------------------------------------- |
| Enyimba           | 9      | 2001, 2002, 2003, 2005, 2007, 2010, 2015, 2019, 2023 |
| Enugu Rangers     | 8      | 1971, 1974, 1975, 1981, 1982, 1984, 2016, 2024       |
| Shooting Stars    | 5      | 1976, 1980, 1983, 1995, 1998                         |
| Heartland         | 5      | 1987, 1988, 1989, 1990, 1993                         |
| Kano Pillars      | 4      | 2008, 2012, 2013, 2014                               |
| Dolphins          | 3      | 1997, 2004, 2011                                     |
| Bendel Insurance  | 2      | 1973, 1979                                           |
| Julius Berger     | 2      | 1991, 2000                                           |
| Lobi Stars        | 1      | 1999                                                 |
| New Nigeria Bank  | 1      | 1985                                                 |
| Leventis United   | 1      | 1986                                                 |
| Mighty Jets       | 1      | 1972                                                 |
| Stationery Stores | 1      | 1992                                                 |
| BCC Lions         | 1      | 1994                                                 |
| Udoji United      | 1      | 1996                                                 |
| Racca Rovers      | 1      | 1978                                                 |
| Ocean Boys        | 1      | 2006                                                 |
| Bayelsa United    | 1      | 2009                                                 |
| Plateau Utd       | 1      | 2017                                                 |
| Akwa United       | 1      | 2020-21                                              |
| Rivers Utd        | 1      | 2022                                                 |
| Remo Stars        | 1      | 2025                                                 |

## Capocannonieri
| Stagione | Giocatore               | Club                          | Reti |
| 1990     | Ishaya Jatau            | Iwuanyanwu                    | 17   |
| 1991     | Richard Ojomo           | Bendel United                 | 12   |
| 1992     | Arthur Moses            | Stationery Stores             | 10   |
| 1993     | Tony Nwigwe             | Iwuanyanwu                    | 13   |
| 1994     | Olumide Harris          | Shooting Stars                | 14   |
| 1995     | Ben Agadah              | Gombe Utd                     | 12   |
| 1996     | Peter Anyiolobi         | Enyimba                       | 9    |
| 1997     | Paul Kpoughoul          | Jasper Utd BCC Lions          | 16   |
| 1998     | Hassan Minda            | Gombe Utd                     | 14   |
| 1999     | Emmanuel Agbo           | Iwuanyanwu                    | 14   |
| 2000     | Peter Ijeh              | Julius Berger                 | 14   |
| 2001     | Uche Okereke            | Enugu Rangers                 | 13   |
| 2002     | Joetex Asamoah Frimpong | El-Kanemi Warriors            | 16   |
| 2003     | Chibuzor Ozurumba       | Iwuanyanwu                    | 13   |
| 2003     | Endurance Idahor        | Julius Berger                 | 13   |
| 2004     | Kabiru Alausa           | Julius Berger                 | 13   |
| 2005     | Timothy Anjembe         | Lobi Stars                    | 12   |
| 2005     | Joseph Akpala           | Bendel Insurance              | 12   |
| 2005     | Charles Omokaro         | Sharks                        | 12   |
| 2006     | Ikechukwu Ibenegbu      | El-Kanemi Warriors            | 10   |
| 2007     | Ameh Arewa              | Kaduna United                 | 10   |
| 2007-08  | Abubakar Babale         | Wikki Tourists Sunshine Stars | 14   |
| 2008-09  | Orok Akarandut          | Akwa Utd                      | 17   |
| 2009-10  | Ahmed Musa              | Kano Pillars                  | 18   |
| 2010-11  | Jude Aneke              | Kaduna United                 | 20   |
| 2011-12  | Sibi Gwar               | Niger Tornadoes               | 17   |
| 2013     | Victor Namo             | Nasarawa United               | 18   |
| 2014     | Mfon Udoh               | Enyimba                       | 23   |
| 2015     | Gbolahan Salami         | Warri Wolves                  | 17   |
| 2016     | Godwin Obaje            | Wikki Tourists                | 18   |
| 2017     | Anthony Okpotu          | Lobi Stars                    | 19   |
| 2018     | Junior Lokosa           | Kano Pillars                  | 19   |
| 2019     | Mfon Udoh               | Akwa Utd                      | 10   |
| 2019     | Sunusi Ibrahim          | Nasarawa United               | 10   |
| 2019-20  | Israel Abia             | Enugu Rangers                 | 12   |
| 2020-21  | Silas Nwankwo           | Nasarawa United               | 19   |
| 2020-21  | Charles Atshimene       | Akwa Utd                      | 19   |
| 2021-22  | Chijoke Akuneto         | Rivers Utd                    | 19   |
| 2022-23  | Chukwuemeka Obioma      | Enyimba                       | 14   |
| 2023-24  | Chijioke Mbaoma         | Enyimba                       | 17   |
| 2024-25  | Anas Yusuf              | Nasarawa United               | 18   |

Fonte: 